# 더 가바

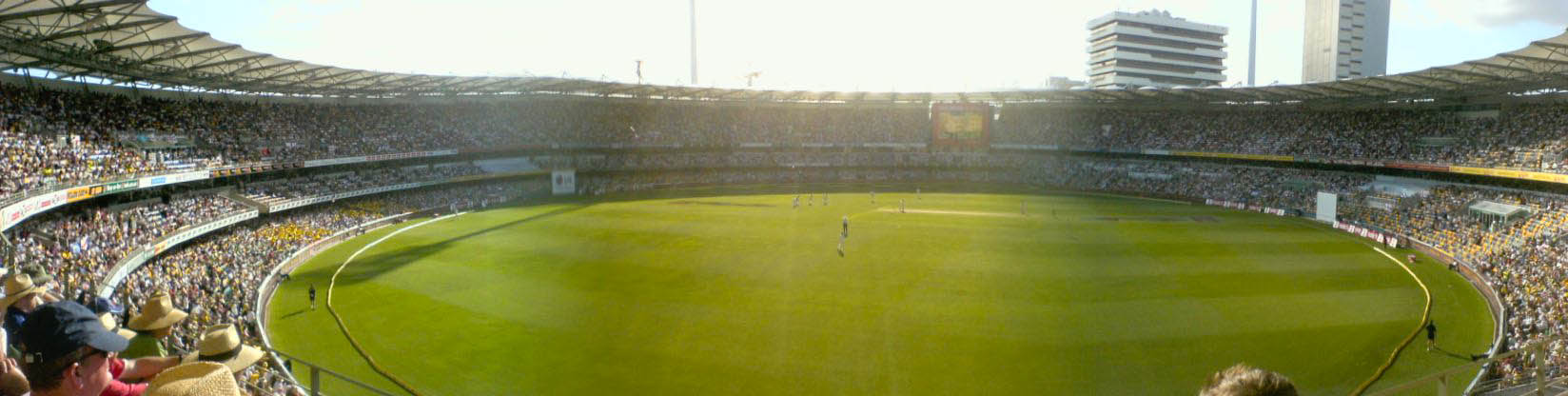
더 가바

브리즈번 크리켓 그라운드(영어: Brisbane Cricket Ground), 간단히 더 가바(The Gabba)는 오스트레일리아 퀸즐랜드주 브리즈번에 있는 경기장이다.
1895년에 완성되었다. 2000년 시드니 올림픽 축구 경기 예선 장소 중 하나로 사용되었다.

## 같이 보기
- 랭 파크